# Wilhelm Tegethoff (Philologe)
Wilhelm Tegethoff (* 2. Dezember 1907; † 19. April 1996) war ein deutscher Lungenfacharzt und Amateur-Philologe.
Wilhelm Tegethoff erforschte in seiner Freizeit intensiv alte Schriften und Sprachen, unternahm viele Reisen zu Museen, um Schriftzeugnisse detailgetreu zu kopieren, da anscheinend nicht wenige der Texte in der Literatur bisher fehlerhaft kopiert wurden. Bei der Transkription ins griechische Alphabet geschahen weitere Fehler. Beides kann natürlich zu fehlerhaften Interpretationen führen.
Seine Interpretationen der Texte scheinen teils sehr gewagt, doch dürfte zumindest der Umfang seiner Textkopien wertvoll sein.

## Veröffentlichungen
- Die Entzifferung der etruskischen Schrift mit einer Entwicklung der etruskischen Sprache, Selbstverlag, Osnabrück 1968
- Die Entzifferung der minoischen Schrift und  Entwicklung der minoischen Sprache, Selbstverlag, Osnabrück 1968
- Schrift und Sprache der Steinzeit, Selbstverlag, Osnabrück 1969

| Personendaten    | Personendaten                |
| ---------------- | ---------------------------- |
| NAME             | Tegethoff, Wilhelm           |
| KURZBESCHREIBUNG | deutscher Arzt und Philologe |
| GEBURTSDATUM     | 2. Dezember 1907             |
| STERBEDATUM      | 19. April 1996               |